# Danh sách nghệ sĩ trước đây của Def Jam Recordings
Dưới đây là danh sách các nghệ sĩ trước đây đã từng làm việc cho Def Jam Recordings.

Được liệt kê trong ngoặc đơn là các hãng thu âm khác (ngoài Def Jam Recordings) mà nghệ sĩ đó đã làm việc hoặc hãng thu âm mà nghệ sĩ đó đang làm việc hiện nay.

## A
- Amil (Roc-A-Fella/Def Jam)
- AMP7 (Def Jam)
- Ashanti (The Inc./Def Jam)
- Aztek Escobar (Roc La Familia/Def Jam)
- Andre Bowen (Island Records/Def Jam)

## B
- The Bangles (Roc-A-Fella/State Property/Def Jam)
- Beastie Boys
- Bwel
- Beanie Sigel (Roc-A-Fella/State Property/Def Jam)
- Big Audio Dynamite
- Billy Gamble & Jackie O. (Roc-A-Fella/Def Jam)
- Biggs (Roc-A-Fella, Dame Dash Music Group/Def Jam)
- B.G. Knocc Out & Dresta (Outburst/Def Jam)
- The Black Flames (OBR/Def Jam)
- Bless          (Def Jam)
- Blue Magic
- B Money (FEGM/Def Jam)
- Bobby Valentino (Disturbing Tha Peace/Def Jam)
- Bo$$
- Black Child (JMJ/The Inc./Def Jam)
- Joe Budden

## C
- Cam'ron (Roc-A-Fella/Def Jam)
- Capleton
- Capo Dim (Underground Pro Hittas/Grand Hustle)
- Capone
- Capone-N-Noreaga
- Case (Spoiled Rotten/Def Soul/Def Jam)
- Casha (Roc-A-Fella/Def Jam)
- Charli Baltimore (The Inc./Def Jam)
- Chingy (Disturbing tha Peace/Def Jam)
- CKY (Island Records/Def Jam)
- Comp
- Cormega
- Shock Tailah (Konektado/Def Jam)

## D
- Da 5 Footaz (G-Funk Music/Def Jam)
- Davy DMX
- Def Squad
- Da Ranjahz (Roc-A-Fella/Def Jam)
- Dave Chappelle
- Denim (Roc-A-Fella/Def Jam)
- The Diplomats (Roc-A-Fella/Def Jam)
- DMX (Ruff Ryders Ent./Def Jam)
- Domino (Outburst/Def Jam)
- The Don[cần định hướng]
- Downtown Science
- The Dove Shack (G-Funk Music/Def Jam)
- Dro (Russell Simmons Music Group/Def Jam)
- Dru Hill (Def Soul/Def Jam)
- Dijohn Thomas (D.Swagg Entertainments/Def Jam)

## E
- EPMD

## F
- Fam-Lay (Star Trak/Def Jam)
- Flatlinerz
- Foxy Brown (Roc-A-Fella/Def Jam)
- Freeway (Roc-A-Fella/Def Jam)
- Funkmaster Flex
- Flesh-N-Bone (Mo Thug/Def Jam)
- FYA

## G
- Grafh (Roc-A-Fella/Dame Dash Music Group/Def Jam)
- Aalok Gandhi
- GWH (The Inc./Def Jam)
- G.A. aka Giali (Bidaar Rec/Def Jam)
- Mr. Ghetto (Ghetto Streets/Impossible/Def Jam)

## H
- Headless Horseman
- Hector Bambino "El Father" (Roc La Familia/Gold Star Music/Machete Music/VI Music)
- Hollis Crew
- Hose

## I
- Immense (Roc-a-fella/Def Jam)

## J
- Ja Rule (The Inc./Def Jam)
- Jarvis (Disturbing Tha Peace/Def Jam)
- Jay-Z (Roc-A-Fella/Def Jam)
- Jay - Mal
- Jayo Felony
- Jazzy Jay
- J.E.T.
- Jinx Da Juvy
- Joe Sinister (JMJ/Def Jam)
- Jonell (Def Soul/Def Jam)
- Oran "Juice" Jones (OBR/Def Jam)
- DJ Jones (In Jones We Trust/Def Jam)
- Montell Jordan (PMP/Def Jam; Def Soul/Def Jam)

## K
- Kandice Love (Island\Def Jam)
- K9 (Poppa C/Def Jam)
- KiddRetro (SsmEnt/Island/Def Jam)

## L
- Lady Gaga (Interscope Records)
- Lady Sovereign (Def Jam/Island Records)
- Lazy Eye (Disturbing Tha Peace/Def Jam)
- LeLe (Disturbing tha Peace/Def Jam)
- Lil' Red (Roc-A-Fella/Def Jam)
- Patti LaBelle (Def Soul/Def Jam)
- Lloyd (The Inc./Def Jam)
- LovHer (Dragon/Def Soul/Def Jam)
- LL Cool J (Def Jam)

## M
- M.O.P. (Roc-A-Fella/Def Jam)
- Teairra Mari (Roc-A-Fella/Def Jam)
- MC Serch
- Memphis Bleek (Roc-A-Fella/Get Low/Def Jam)
- Mel-Low
- Mic D
- Christina Milian (Def Soul/Def Jam)
- MoKenStef (Outburst/Def Jam)
- The Murderers (The Inc./Def Jam)
- Keith Murray (Keith Murray)
- Musiq (Def Soul)
- Mike Spitz

## N
- Newkirk, Don
- Nikki D
- N.O.R.E (Thugged Out/Roc La Familia/Def Jam)
- No Face[cần định hướng]
- Neef Buck (Roc-A-Fella/Def Jam)
- N-Dubz

## O
- Obito
- Onyx (Chaos/JMJ/Def Jam)
- Original Concept

## P
- Papa Ron Love
- Peedi Peedi (Roc-A-Fella/Def Jam)
- Playa (Def Soul/Def Jam)
- Kelly Price (Def Soul/Def Jam)
- Public Enemy

## Q
- Q-Tip

## R
- Rell (Roc-A-Fella/Def Jam; Dame Dash Music Group/Def Jam)
- Richie Rich
- Megan Rochell

## S
- Saukrates
- Shawnna (Disturbing Tha Peace/Def Jam)
- Seachains
- Serius Jones (Disturbing Tha Peace/Def Jam)
- State Property (Roc-A-Fella/State Property/Def Jam)
- Shorty 101
- Short Dawg (Russell Simmons Music Group/Def Jam)
- Shyne (Gangland/Def Jam)
- Sisqó (Dragon/Def Soul/Def Jam)
- Sizzla (Dame Dash Music Group/Def Jam)
- Slayer
- Slick Rick
- South Central Cartel
- Static Major (Blackground/Def Jam)
- Steph Jones (Disturbing Tha Peace/Def Jam)
- Jimmy Spicer
- Warren Stacey
- Chuck Stanley (OBR/Def Jam)
- The Suburban Boyz

## T
- 12 O'Clock
- 3rd Bass
- Tashan
- Teriyaki Boyz (BAPE/Def Jam, USA/Japan)
- T La Rock
- Troy Ave.
- Tragedy
- Tru Life (Roc La Familia/Roc-A-Fella/Def Jam)

## U
- Uncle Murda (Manhood/GMG/Roc-A-Fella/Def Jam)

## V
- Vita (The Inc./Def Jam)

## W
- Terri Walker (Def Soul/Def Jam)
- Warren G (Violator/Def Jam)
- WC
- Weaveonce
- Alyson Williams
- Nicole Wray (Roc-A-Fella/Def Jam, Dame Dash Music Group/Def Jam)
- WAX

## X
- Xzibit

## Y
- Young Chris (Roc-A-Fella/Def Jam)
- Young Gunz (Roc-A-Fella/Def Jam)